# Segwaride
Nel ciclo arturiano, Segwaride è un cavaliere saraceno della Tavola Rotonda di re Artù, figlio di re Esclabor di Babilonia e fratello di Sir Palamede il Saraceno e di Sir Safir, anch'essi cavalieri della Tavola Rotonda. Il Tristano in prosa e Le Morte d'Arthur descrivono Segwaride come un uomo al servizio di re Marco di Cornovaglia. Sir Tristano, nipote di Marco, ebbe una breve relazione con la moglie di Segwaride e, da questi scoperto, lo ferì. I due cavalieri si rincontrarono in seguito sull'isola di Servage e, riconciliatisi, unirono le loro forze per superarne le insidie, e Segwaride venne poi nominato signore dell'isola. Quando, tempo dopo, la regina Ginevra venne condannata al rogo per adulterio, Sir Lancillotto accorse a salvarla, e Segwaride, trovatosi sulla sua strada, rimase ucciso. 
Sembra che il personaggio di Segwaride sia frutto della fusione di due figure originariamente distinte, che poi le fonti confusero tra di loro. 